# Sowjetisches Ehrenmal im Treptower Park

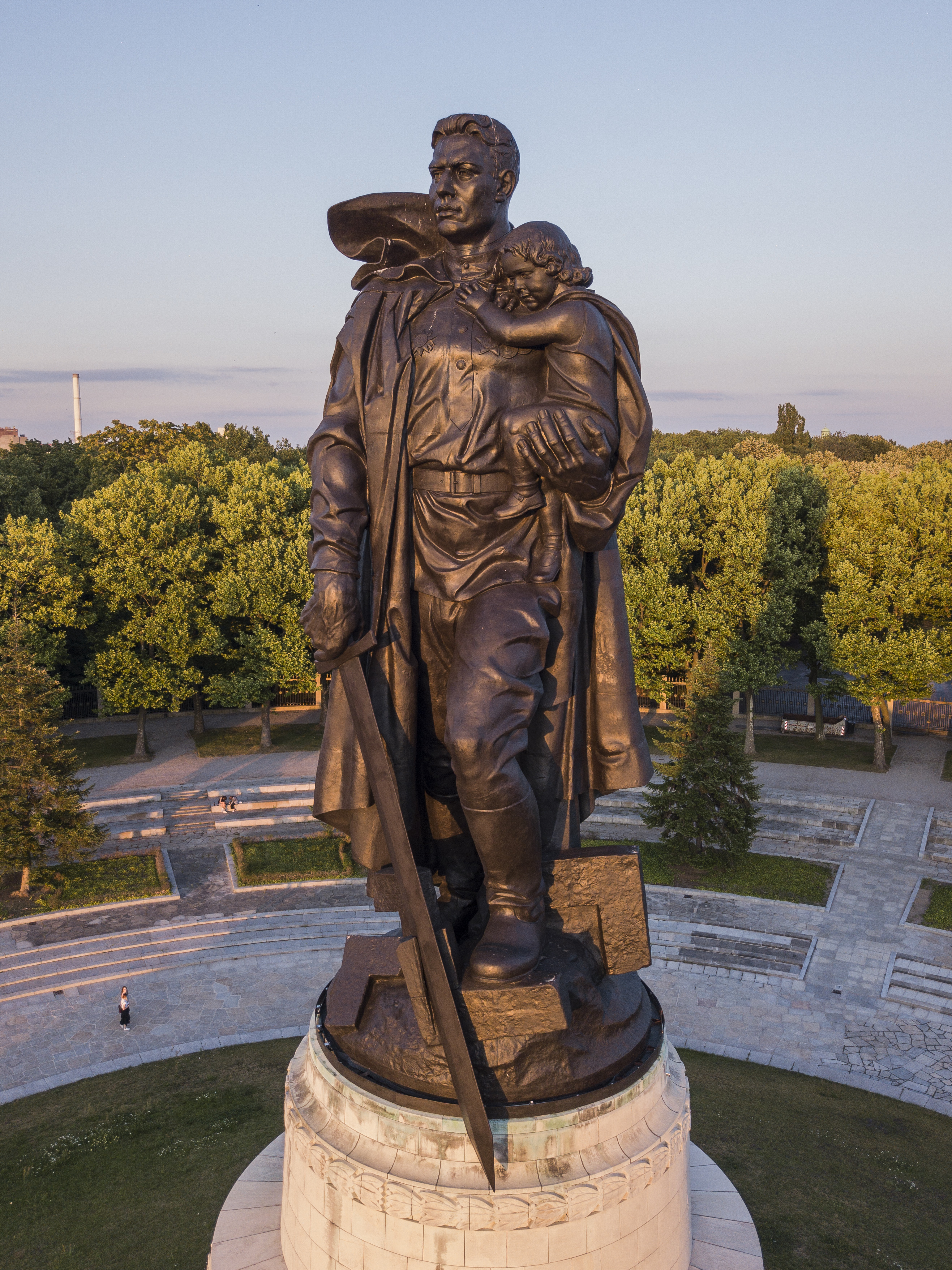
Soldatenstatue mit Kind und zerbrochenem Hakenkreuz

Das Sowjetische Ehrenmal im Treptower Park (auch Treptower Ehrenmal) ist eine Gedenkstätte und zugleich Soldatenfriedhof im Treptower Park in Berlin. Die im Mai 1949 fertiggestellte Anlage wurde auf Weisung der Sowjetischen Militäradministration in Deutschland errichtet, um die im Zweiten Weltkrieg gefallenen Soldaten der Roten Armee zu ehren. Über 7000 der in der Schlacht um Berlin gefallenen Soldaten sind hier bestattet. Die zum Monument gehörende Kolossalstatue ist mit Hügel und Sockel insgesamt 30 Meter hoch.

## Sowjetische Ehrenmale in Berlin
Nach dem Ende des Zweiten Weltkriegs wurden von der Roten Armee im Stadtgebiet von Berlin vier sowjetische Ehrenmale angelegt. Sie sollten an die getöteten Rotarmisten erinnern, insbesondere an die etwa 80.000 sowjetischen Soldaten, die bei der Eroberung Berlins gefallen waren. Diese Ehrenmale sind nicht nur Denkmale an den Sieg über Deutschland, sondern auch Soldatenfriedhöfe und somit sowjetische Kriegsgräberstätten in Deutschland. Das zentrale Ehrenmal ist die Anlage im Treptower Park. Daneben entstanden das Ehrenmal in der Schönholzer Heide (Pankow), das Ehrenmal im Tiergarten und das Ehrenmal im Bucher Schlosspark.

## Baugeschichte
Zur Gestaltung der Gedenkstätte in Berlin-Treptow wurde von der sowjetischen Kommandantur ein Wettbewerb ausgelobt, zu dem 33 Entwürfe eingingen. Ab Juni 1946 wurde der von einem sowjetischen Schöpferkollektiv stammende Vorschlag umgesetzt, dem der Architekt Jakow B. Belopolski, der Bildhauer Jewgeni Wutschetitsch, der Maler Alexander A. Gorpenko und die Ingenieurin Sarra S. Walerius vorstanden. Außer Skulpturen und Reliefs kamen auch Flammenschalen mit 2,50 m Durchmesser zur Ausführung, die 1948 von der Kunstgießerei Lauchhammer hergestellt wurden.
Zudem wurde das Können der Gießerei Sperlich aus Birkholzaue für den Aufbau der Monumentalplastik genutzt. Die Gedenkstätte entstand an der Stelle einer großen Spiel- und Sportwiese im Bereich des anlässlich der Berliner Gewerbeausstellung von 1896 entstandenen „Neuen Sees“. Sie wurde im Mai 1949 vollendet.
Die deutsche Bundesregierung hat die Anlage bis 2004 für mehr als elf Millionen Euro saniert. Dabei wurden auch die vergoldeten Zitate von Josef Stalin restauriert. Im Oktober 2003 wurde die Statue des Rotarmisten in einer Werkstatt auf Rügen restauriert. Anschließend wurde sie mit einem Schiff nach Berlin zurückgebracht und steht seit dem 4. Mai 2004 wieder auf ihrem Sockel.

## Geschichte

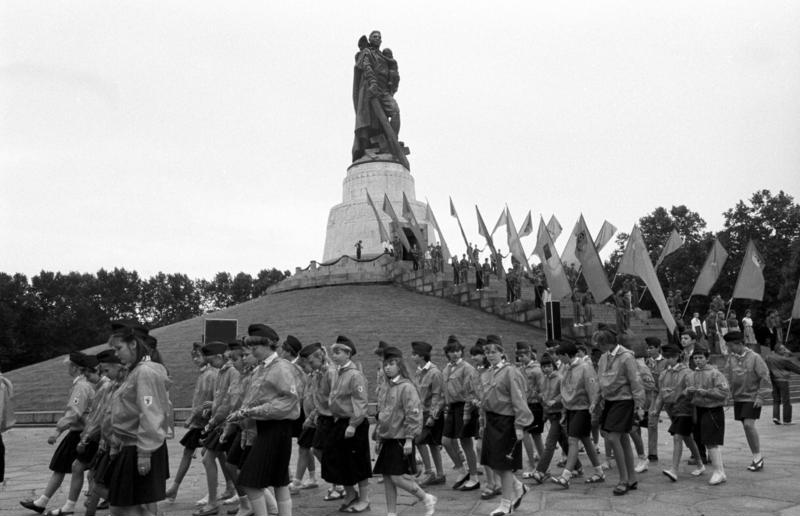
Kranzniederlegung durch Leninpioniere, Komsomolzen und Thälmannpioniere, Juli 1989

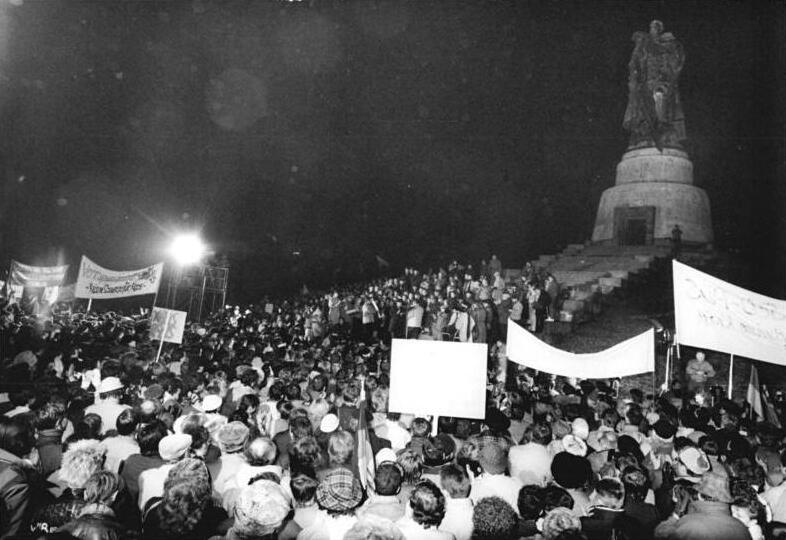
Protestdemonstration von rund 250.000 Berliner Bürgern gegen Neonazis, Januar 1990

Der Bau des Denkmals stand im Zeichen des einsetzenden Kalten Krieges. Obwohl es in Nachkriegsdeutschland an Wohnraum mangelte und der Bausektor durch fehlenden Planungsvorlauf, Arbeitskräfte- und Materialmangel beinahe zum Erliegen gekommen war, räumten die sowjetischen Behörden der Denkmalserrichtung Vorrang vor dem Wohnungsbau ein. Im Zentrum Deutschlands sollte ein Zeichen des Sieges errichtet, den Gefallenen eine würdige Ruhestätte geboten und auch ein Gegenentwurf zu den von Hans Scharoun betriebenen Neugestaltungsplänen für Berlin geschaffen werden. Das Ehrenmal drückte dabei zweierlei aus: Im Verständnis der sowjetischen Besatzungsmacht sollten die Ausmaße der Anlage „Zeuge der Größe und der unüberwindlichen Kraft der Sowjetmacht“ sein. Ostdeutsche Politiker wie Otto Grotewohl hingegen sahen in dem am 8. Mai 1949, dem 4. Jahrestag des Kriegsendes, eingeweihten Ehrenmal ein Zeichen des Dankes gegenüber der Sowjetarmee als Befreier.
In den folgenden Jahrzehnten war die Treptower Anlage Schauplatz von Massenveranstaltungen und Staatsritualen der DDR, welche die ursprüngliche Intention, Siegesmal und Friedhof des Zweiten Weltkriegs zu sein, bisweilen vollkommen überlagerten. 1985, zum 40. Jahrestag des Kriegsendes, veranstalteten die Vertreter der Jugendbewegung der DDR einen Fackelzug am Treptower Ehrenmal. Dort leisteten sie stellvertretend den „Schwur der Jugend der DDR“.
In der Zeit der Wende beschmierten am 28. Dezember 1989 Unbekannte die Steinsarkophage und den Sockel der Krypta mit antisowjetischen Parolen. Die SED-PDS vermutete, dass der oder die Täter aus der rechtsextremen Szene kämen, und veranstaltete am 3. Januar 1990 eine Massendemonstration, an der sich 250.000 Bürger der DDR beteiligten. Parteivorsitzender Gregor Gysi forderte bei dieser Gelegenheit einen „Verfassungsschutz“ für die DDR. Damit bezog er sich auf die Diskussion, ob man das Amt für Nationale Sicherheit, die Nachfolgeorganisation der Stasi, umorganisieren oder abwickeln sollte. Der Historiker Stefan Wolle hält es deshalb für möglich, dass hinter den Schmierereien Stasi-Mitarbeiter steckten, die um ihre Posten fürchteten.
Die sowjetischen Kriegerdenkmale waren ein wichtiger Verhandlungspunkt der sowjetischen Seite für die Zwei-plus-Vier-Verträge zur Deutschen Wiedervereinigung. Die Bundesrepublik verpflichtete sich daher im Jahr 1992 im Abkommen vom 16. Dezember 1992 zwischen der Regierung der Bundesrepublik Deutschland und der Regierung der Russischen Föderation über Kriegsgräberfürsorge, ihren Bestand dauerhaft zu gewährleisten, sie zu unterhalten und zu reparieren. Jedwede Veränderungen der Denkmale bedürfen dabei der Zustimmung der Russischen Föderation.
Am 31. August 1994 wurde das militärische Zeremoniell zum Abzug der Gruppe der Sowjetischen Streitkräfte in Deutschland aus Deutschland am Sowjetischen Ehrenmal im Treptower Park abgehalten. Nach einem Festakt im Schauspielhaus am Gendarmenmarkt waren 1000 russische Soldaten der 6. Garde-Mot.-Schützenbrigade und 600 deutsche Soldaten des Wachbataillons beim Bundesministerium der Verteidigung zum gemeinsamen Totengedenken angetreten. Sie bildeten den Rahmen für die von kurzen Ansprachen begleiteten Kranzniederlegungen durch Bundeskanzler Helmut Kohl und Präsident Boris Jelzin.

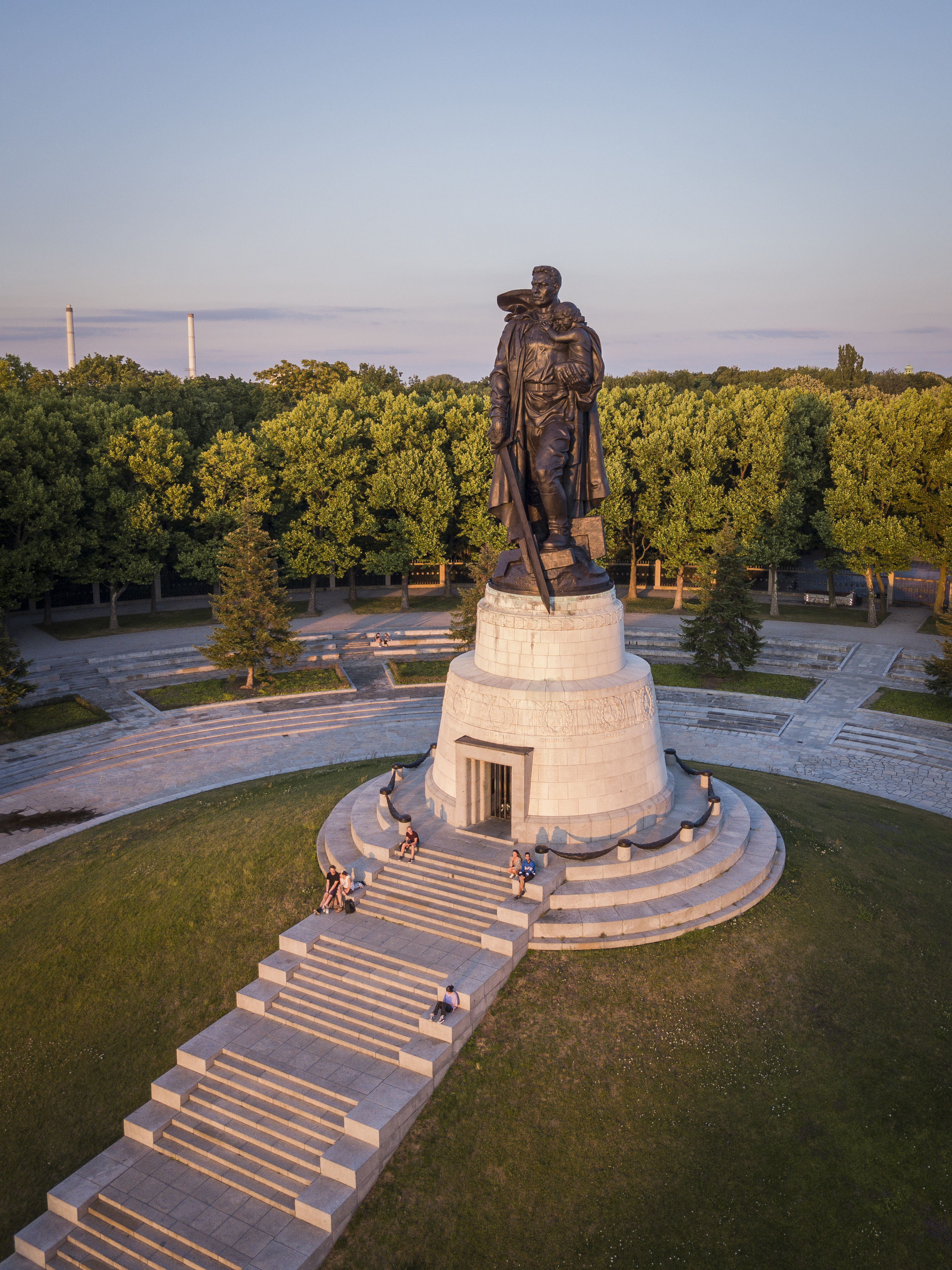
Hügel mit Pavillon und Statue

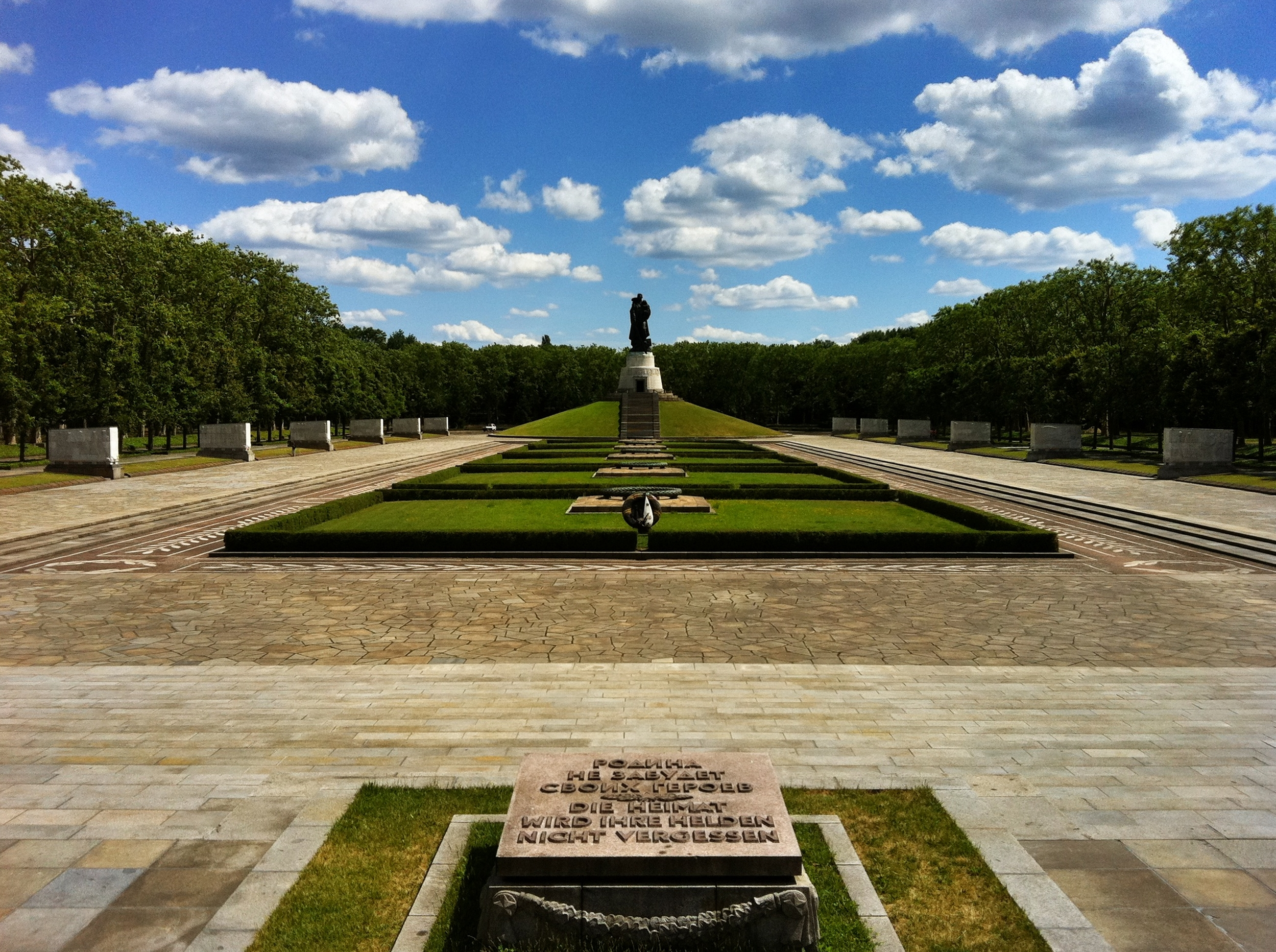
Hauptachse des Ehrenmals

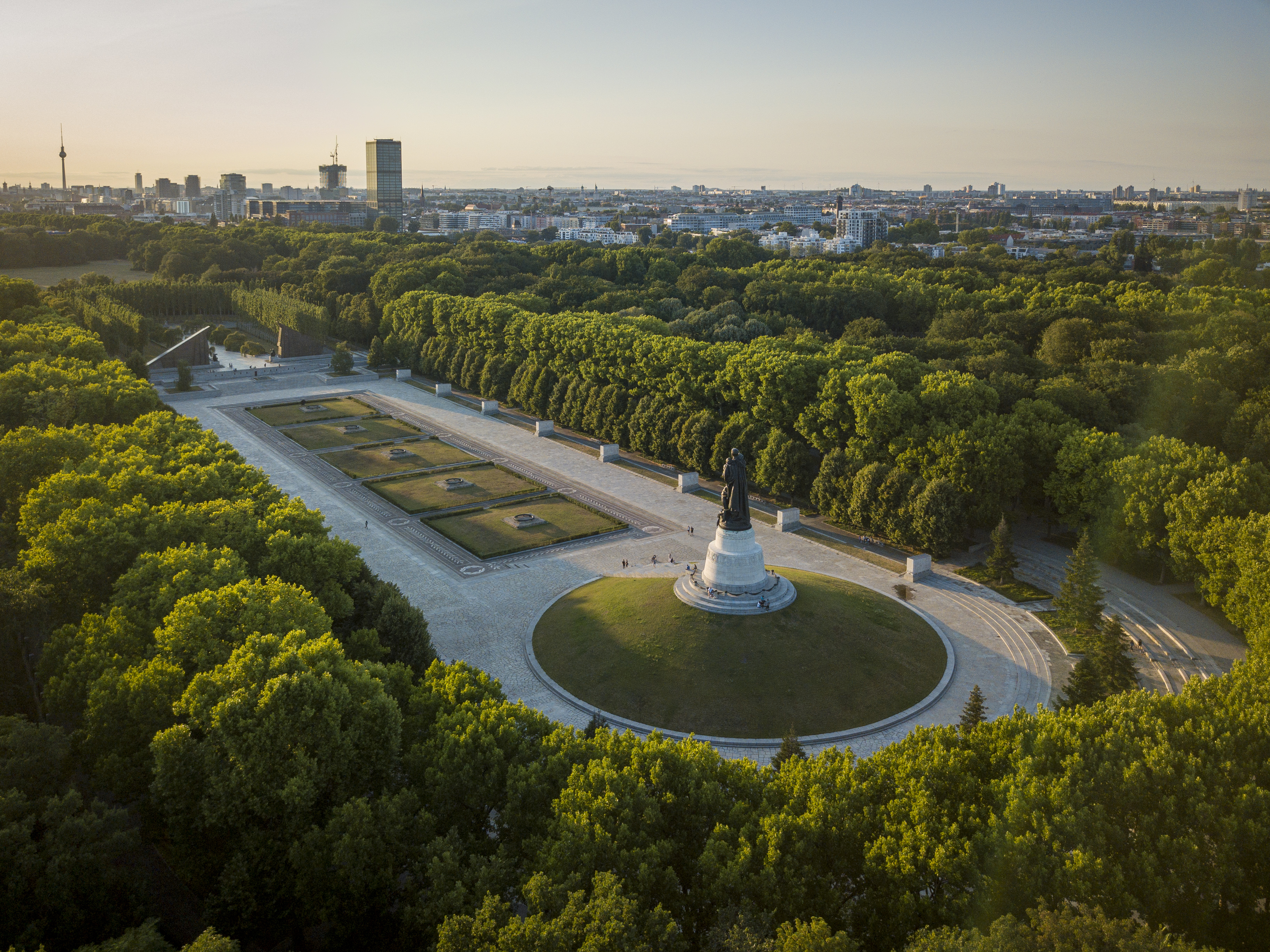
Gesamtansicht

Seit 1995 findet alljährlich am 9. Mai eine Gedenkkundgebung am Ehrenmal mit Blumen- und Kranzniederlegungen statt, die unter anderem durch den „Bund der Antifaschisten Treptow“ organisiert wird. Die Veranstaltung steht unter dem Motto „Tag der Befreiung“ und korrespondiert mit dem Tag des Sieges, dem russischen Feiertag (in der Nacht vom 8. auf den 9. Mai 1945 wurde in Berlin-Karlshorst die bedingungslose Kapitulation der Wehrmacht durch drei führende deutsche Militärs, die vom letzten Reichspräsidenten Karl Dönitz im Sonderbereich Mürwik dazu bevollmächtigt waren, sowie vier alliierten Vertretern unterschrieben). 
Am 9. Mai 2015 besuchten ungefähr 10.000 Menschen das Ehrenmal, um des 70. Jahrestages des Kriegsendes zu gedenken – unter ihnen waren auch Mitglieder der Nachtwölfe, eines russischen Motorrad- und Rockerclubs. Die Reise der Biker nach Berlin sorgte für Aufsehen, als einigen Mitgliedern zunächst die Einreise nach Deutschland verweigert wurde.
Am 2. September 2015 wurden durch Brandstiftung die Inschriften einer Gedenkplatte zerstört. Am 4. Mai 2019 kam es zu einem weiteren Zwischenfall, bei der die Statue „Mutter Heimat“ mit einer dunklen Flüssigkeit übergossen wurde.

## Anlage
Der Besucher betritt das streng achsensymmetrisch gebaute Treptower Ehrenmal, von der Puschkinallee oder der Straße Am Treptower Park kommend, jeweils durch einen Triumphbogen aus grauem Granit. Eine Inschrift auf diesen ehrt die Soldaten, „die für Freiheit und Unabhängigkeit der sozialistischen Heimat gefallen sind“. Dem Weg folgend gelangt man auf eine Art Vorplatz mit einer drei Meter hohen Frauenstatue, einer Allegorie der um ihre gefallenen Söhne trauernden „Mutter Heimat“. Von hier aus eröffnet sich dann die Sichtachse auf das Hauptmonument.
Ein breit angelegter, leicht ansteigender und von Hänge-Birken gesäumter Weg führt entlang der Zentralachse zum Hauptfeld der Anlage. Dieses ist markiert durch zwei große, stilisierte Fahnen aus rotem Granit, die sich auf beiden Seiten dem Weg zuneigen. An ihrer Stirnseite befindet sich jeweils die Skulptur eines knienden Soldaten in voller Montur und mit einer Maschinenpistole bewaffnet. Auf der linken Seite ist es ein älterer, auf der rechten ein jüngerer Soldat.
Von hier führen einige Treppen zum symbolischen Gräberfeld hinunter, das das Zentrum der Anlage bildet. Diese mit Gras und kleinen Hecken begrünten Gräber sind durch fünf quadratische Steinplatten mit je einem Lorbeerkranz markiert (die wirklichen Grablegen finden sich jedoch eher an den Seiten der Anlage unter den Platanen und unter dem Grabhügel).
Sechzehn weiße Sarkophage aus Kalkstein stehen entlang der äußeren Begrenzung dieses Feldes. Sie sind auf den beiden Längsseiten mit Reliefs aus der Geschichte des Großen Vaterländischen Krieges der Sowjetvölker versehen und tragen auf der dem zentralen Feld zugewandten Schmalseite Zitate von Josef Stalin, auf Russisch auf der linken (nördlichen) und in der deutschen Übertragung auf der rechten (südlichen) Seite der Anlage. Die einzelnen Sarkophage stehen jeweils unter bestimmten Themen: Angriff der Deutschen, Zerstörung und Leiden in der Sowjetunion, Opfer und Verzicht des sowjetischen Volkes und Unterstützung der Armee, Heldenhafte Armee, Heldenhafter Kampf der Armee, Opfer und Leid der Armee, Sieg, Heldentod.
Die letzten beiden dem heldenhaften Sterben gewidmeten Sarkophage stehen in einer Linie mit dem zentralen Ort der Anlage, einem künstlich angelegten Grabhügel. Dieser wird von der auf einem doppelten konischen Sockel stehenden Skulptur „Der Befreier“ von Jewgeni Wutschetitsch dominiert. Die Figur stellt einen Soldaten dar, der in der rechten Hand ein Schwert und auf dem linken Arm schützend ein Kind trägt; ein Hakenkreuz zerbirst gerade unter seinen Stiefeln. Die Skulptur ist 12 Meter hoch und 70 Tonnen schwer. Dieses Denkmal des Befreiers bildet mit der Mutter Heimat auf dem Mamajew-Hügel in Wolgograd (1967) und dem Hinterland-für-die-Front-Denkmal in Magnitogorsk (1979) ein Denkmalstriptychon, das das geschmiedete Schwert in Magnitogorsk, das erhobene Schwert in Wolgograd und das gesenkte Schwert in Berlin zeigt.
Die Statue erhebt sich über einem begehbaren Pavillon, der auf einem Hügel errichtet wurde. In der Kuppel des Pavillons befindet sich ein Mosaik mit einer umlaufenden russischen Inschrift und einer (fehlerhaften) deutschen Übersetzung. Dieses Mosaik war einer der ersten bedeutenden Aufträge in der Nachkriegszeit für das Unternehmen August Wagner, vereinigte Werkstätten für Mosaik und Glasmalerei in Berlin-Neukölln. Der Hügel mit dem Pavillon ist einem „Kurgan“ (mittelalterliche, slawische Gräber der Don-Ebene) nachempfunden. Solche Kurgane kommen öfter in den sowjetischen Gedenkanlagen vor: so in Wolgograd, Smolensk, Minsk, Kiew, Odessa und in Donezk. Im Treptower Park bildet der Hügel samt Pavillon und Statue mit 30 Metern Höhe den alles überragenden Endpunkt der 10 Hektar großen Anlage.
Der Bildhauer selbst hat in mehreren Interviews betont, die Darstellung des Soldaten mit einem geretteten Kind habe eine rein symbolische Bedeutung und es würde sich dabei nicht um einen präzisen Vorfall handeln. Allerdings fand in der DDR die Erzählung vom Sergeanten Nikolai Iwanowitsch Massalow (1921–2001), der am 30. April 1945 beim Sturm auf die Reichskanzlei ein kleines Mädchen in der Nähe der Potsdamer Brücke in Sicherheit gebracht hatte, weite Verbreitung. Ihm zu Ehren wurde an dieser Brücke über den Landwehrkanal eine Gedenktafel angebracht. Er selbst beschrieb diese Ereignisse später wie folgt: „Unter der Brücke sah ich ein dreijähriges Mädchen neben ihrer ermordeten Mutter sitzen. Es hatte blonde Haare, die an der Stirn leicht gekräuselt waren. Immer wieder fummelte sie am Gürtel ihrer Mutter herum und rief: ‚Mutter, murmel!‘“
Massalow galt auch lange Zeit auch als Vorbild des „Treptower Soldaten“. Modell für die Bronzefigur stand jedoch der sowjetische Soldat Iwan Odartschenko (1926–2013).
Eine andere Version führte das Monument auf die angebliche Heldentat eines Sowjetsoldaten zurück, der die Rettung eines kleinen Mädchens in Berlin mit seinem Leben bezahlt habe. Sie war dem Buch Berlin 896 km des sowjetischen Schriftstellers Boris Polewoi entnommen, jedoch gab 1999 das Museum Berlin-Karlshorst bekannt, dass ihr Held Trifon Andrejewitsch Lukjanowitsch eine frei erfundene Gestalt des Kriegsberichterstatters Polewoi war.

## Soldatengräber
Beim Ehrenmal wurden rund 7200 sowjetische Soldaten begraben. Wo genau man diese begraben hat, interessierte lange niemanden, auf den Schildern des Parks steht nichts dazu. Die 32 Sammelgräber liegen unter Rasenflächen, die nicht gekennzeichnet sind. Ursprünglich gab es um diese Gräber niedrige Betoneinfassungen, doch die Einfassungen bedeckte man mit Sand und schuf so die heutigen Rasenflächen. Diese Sammelgräberflächen werden von Besuchern als Erholungsplatz zum Niederlassen genutzt. Elena Dmitrieva, eine Moskauerin, die seit 2013 in Berlin lebt, kümmert sich seit 2016 mit dem Verein Obelisk International um die Gräber. Der Berliner Senat und die russische Botschaft erlaubten bisher den Freiwilligen nur ab dem 9. Mai für eine Woche Porträtfotos von dort begrabenen Soldaten und Schilder mit dem Wort „Sammelgräber“ aufzustellen. Da es in Russland keine Organisation für die Betreuung von Soldatenfriedhöfen gibt, erfolgte jedoch nie eine Betreuung der Gräber. Dmitrieva begann, die Namen der begrabenen Soldaten im offiziellen russischen Portal Das Gedenken des Volkes mit Listen der gefallenen Rotarmisten zu erforschen. Auf der Liste, die Russland Anfang der 1990er-Jahre der Stadt Berlin beim Abzug seiner Truppen überreichte, standen nur rund 2500 Namen, später ergänzte Russland 1000 weiteren Namen. Dmitrieva ergänzte die Namenslisten in den Jahren 2020 bis Anfang 2022 um rund 3500 Namen hier bestatteter Soldaten. Dabei konnte sie auch zahlreiche Fehler, wie fehlerhafte Namen, korrigieren. Unter den Begrabenen befinden sich auch rund 100 Frauen, die überwiegend Ärztinnen und Funkerinnen waren. Die Begrabenen waren zwischen 18 und 56 Jahren alt. Unter diesen befinden sich auch etwa 1500 Soldaten aus der Ukraine, 500 aus Belarus, 150 aus Kasachstan, 100 aus Litauen und weitere aus anderen früheren Sowjetrepubliken.

## Galerie

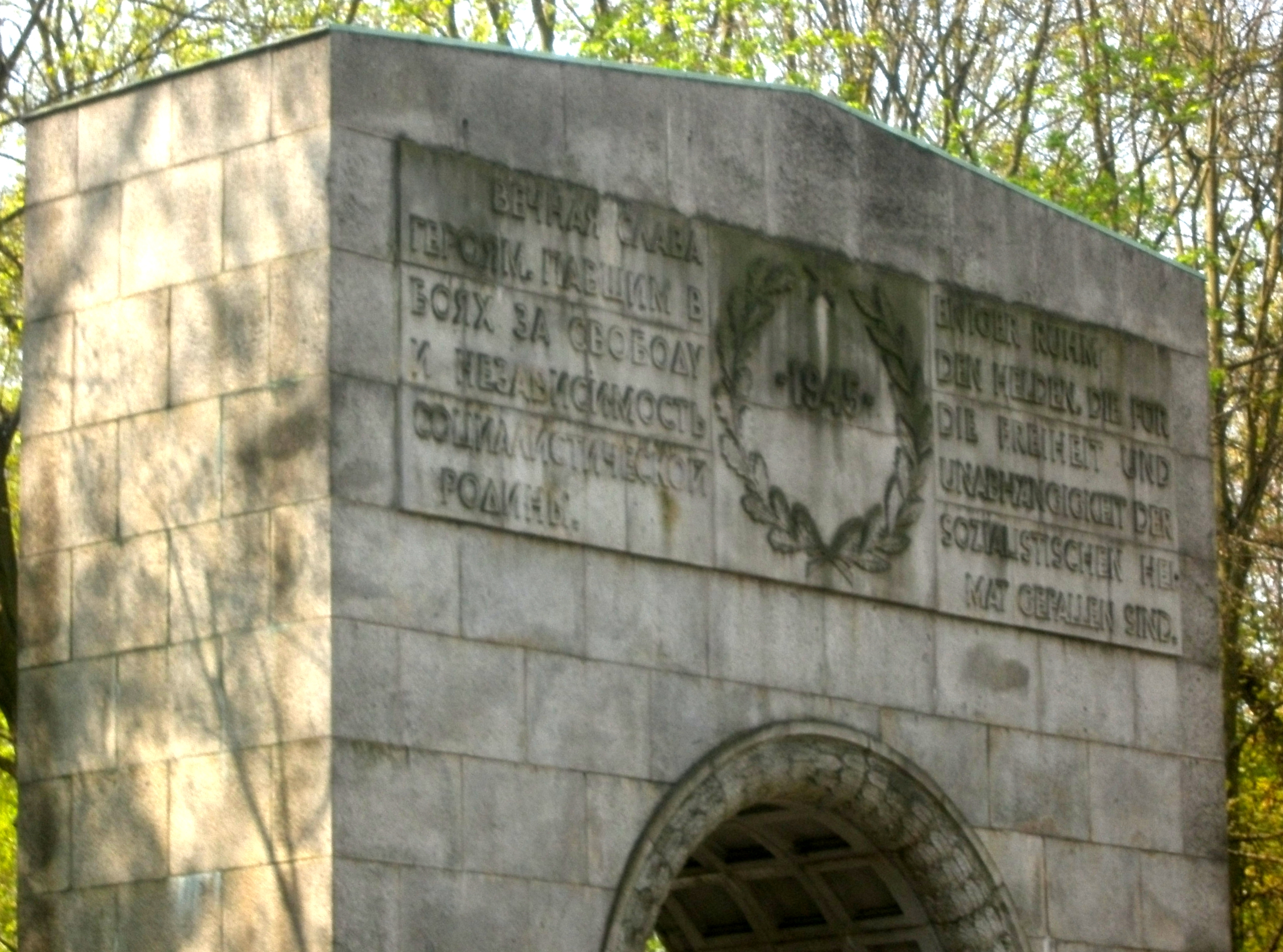
Portal am Eingang des Ehrenmales
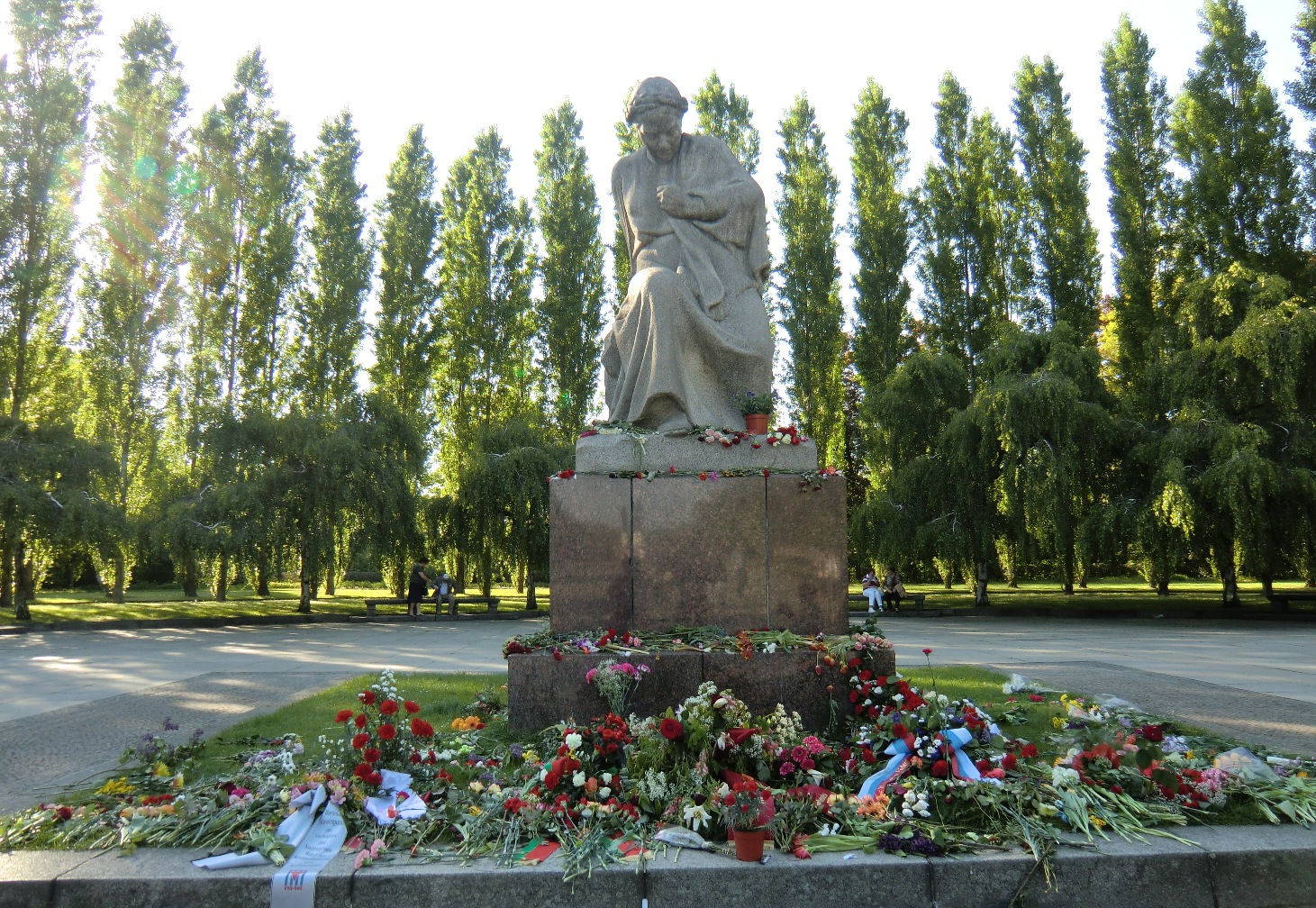
Frauenstatue „Mutter Heimat“ am Vorplatz des Ehrenmals
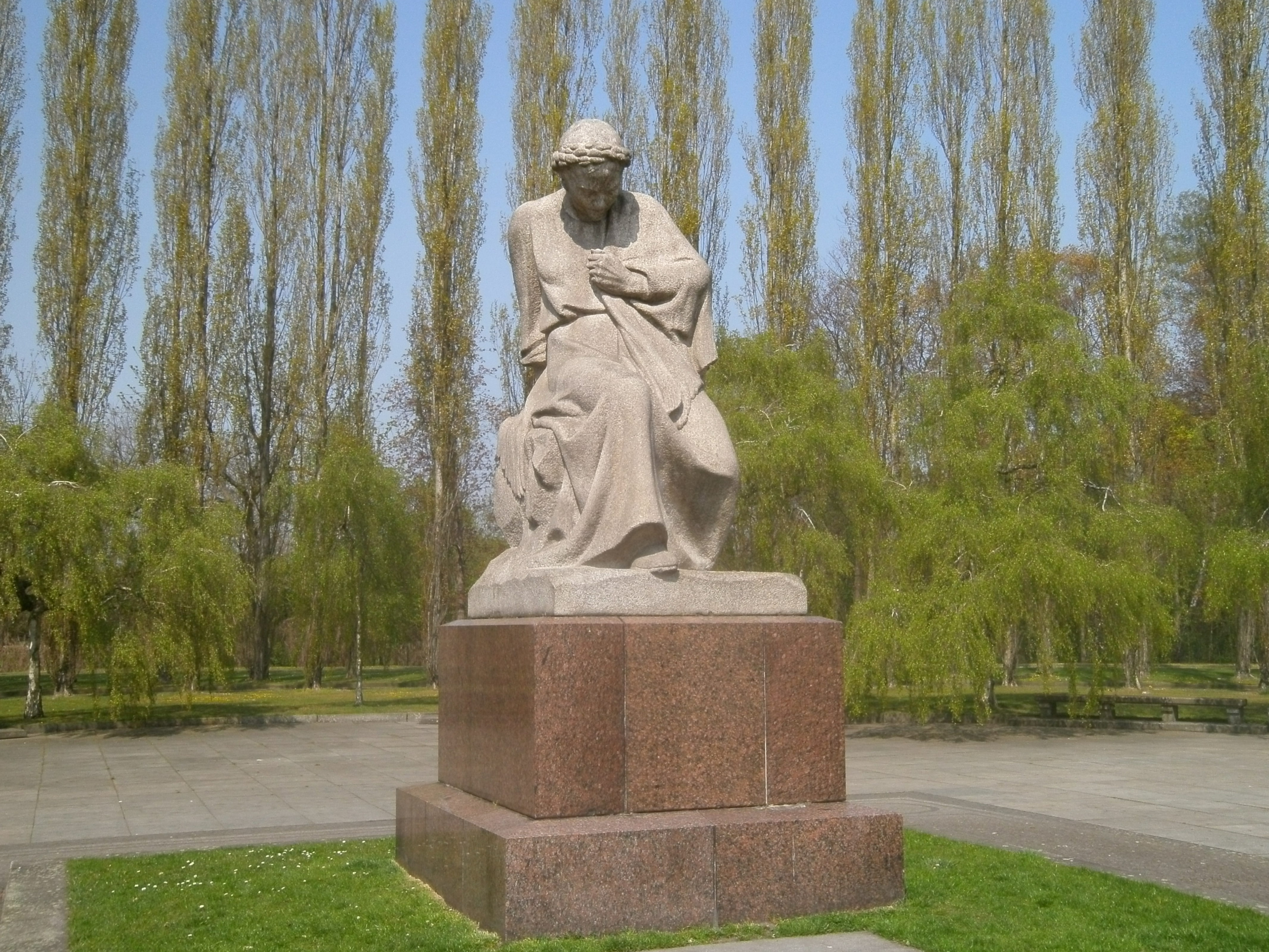
Statue der „Mutter Heimat“
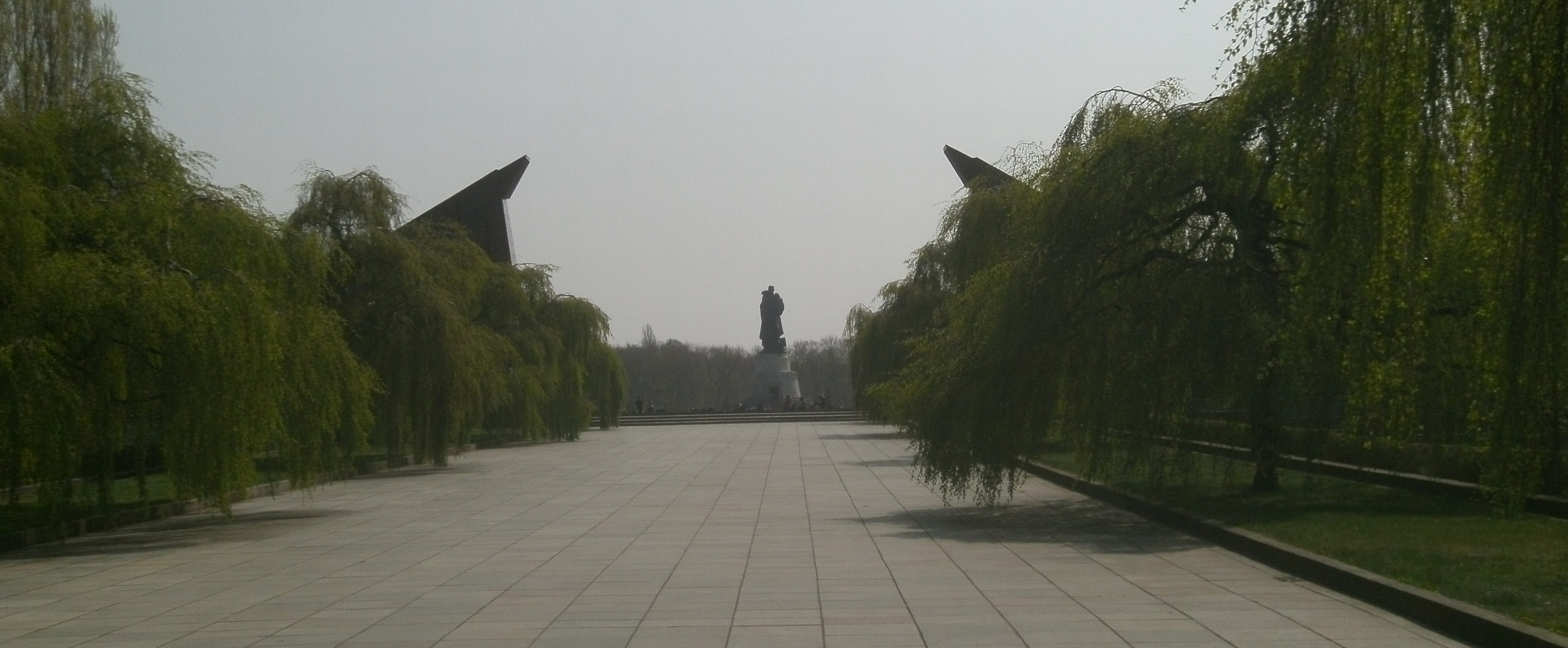
Allee mit Fahnenpylonen auf der Hauptachse
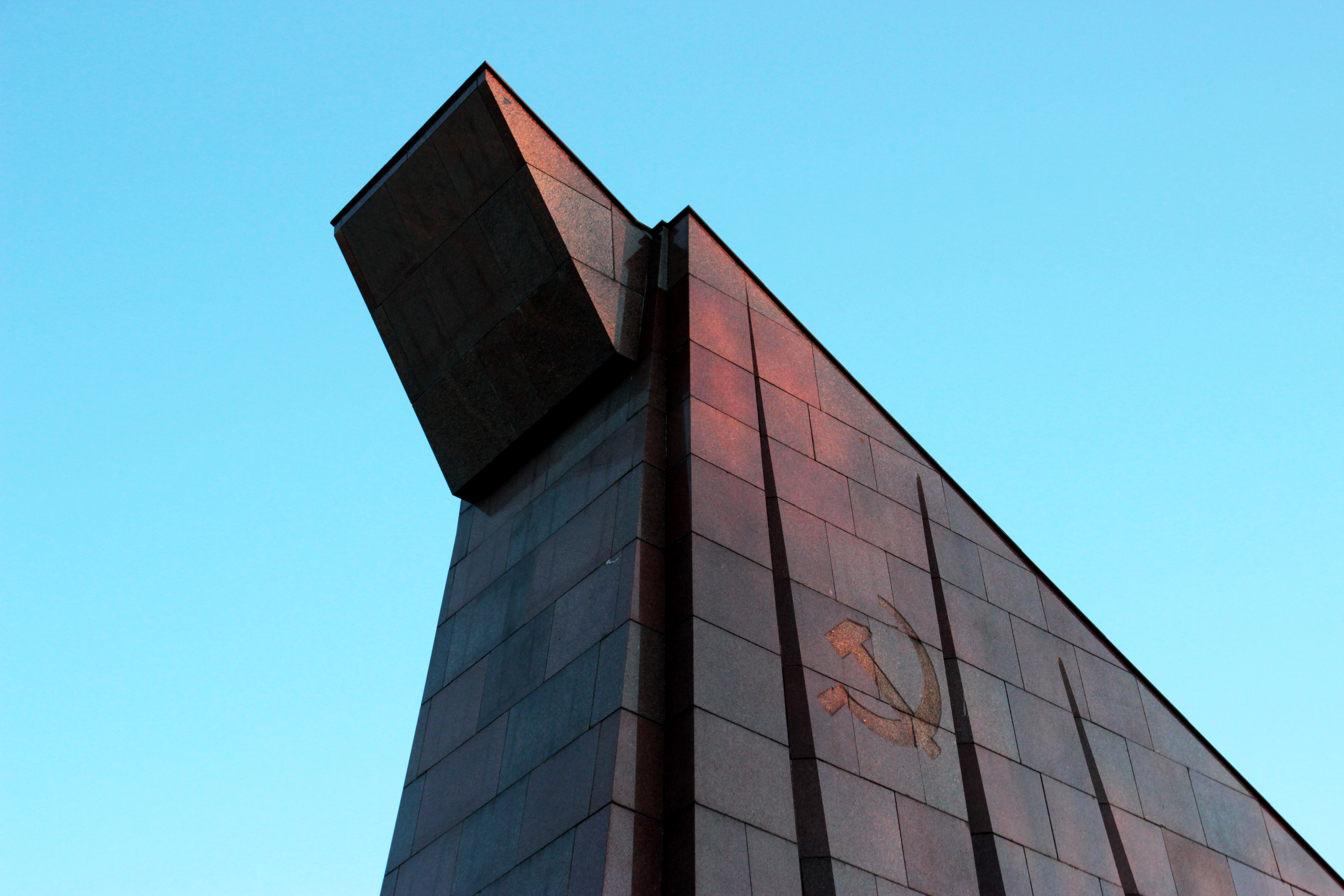
Nahansicht einer Roten Fahne mit Hammer und Sichel
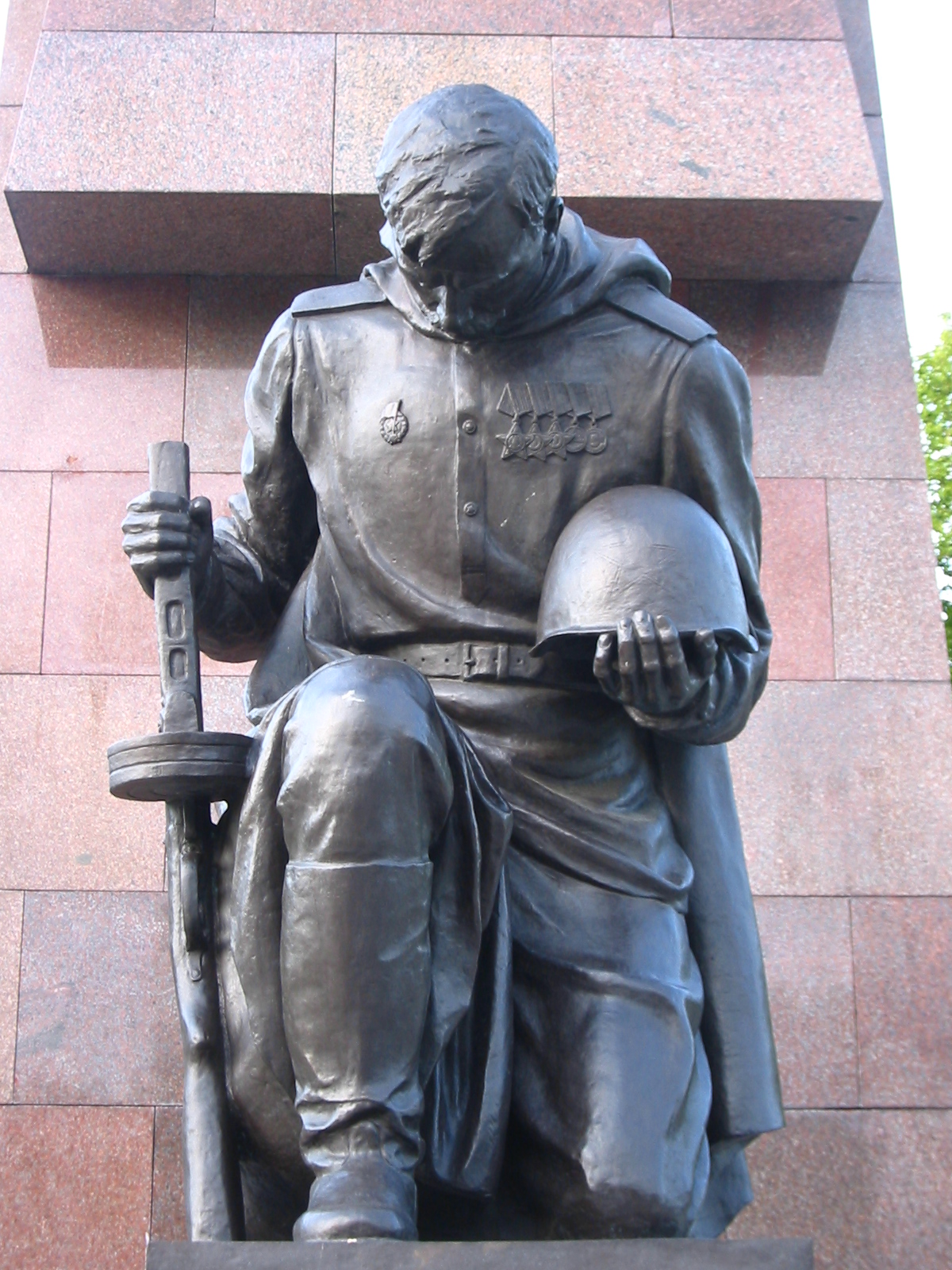
Nahansicht eines am Mittelportal knienden Soldaten
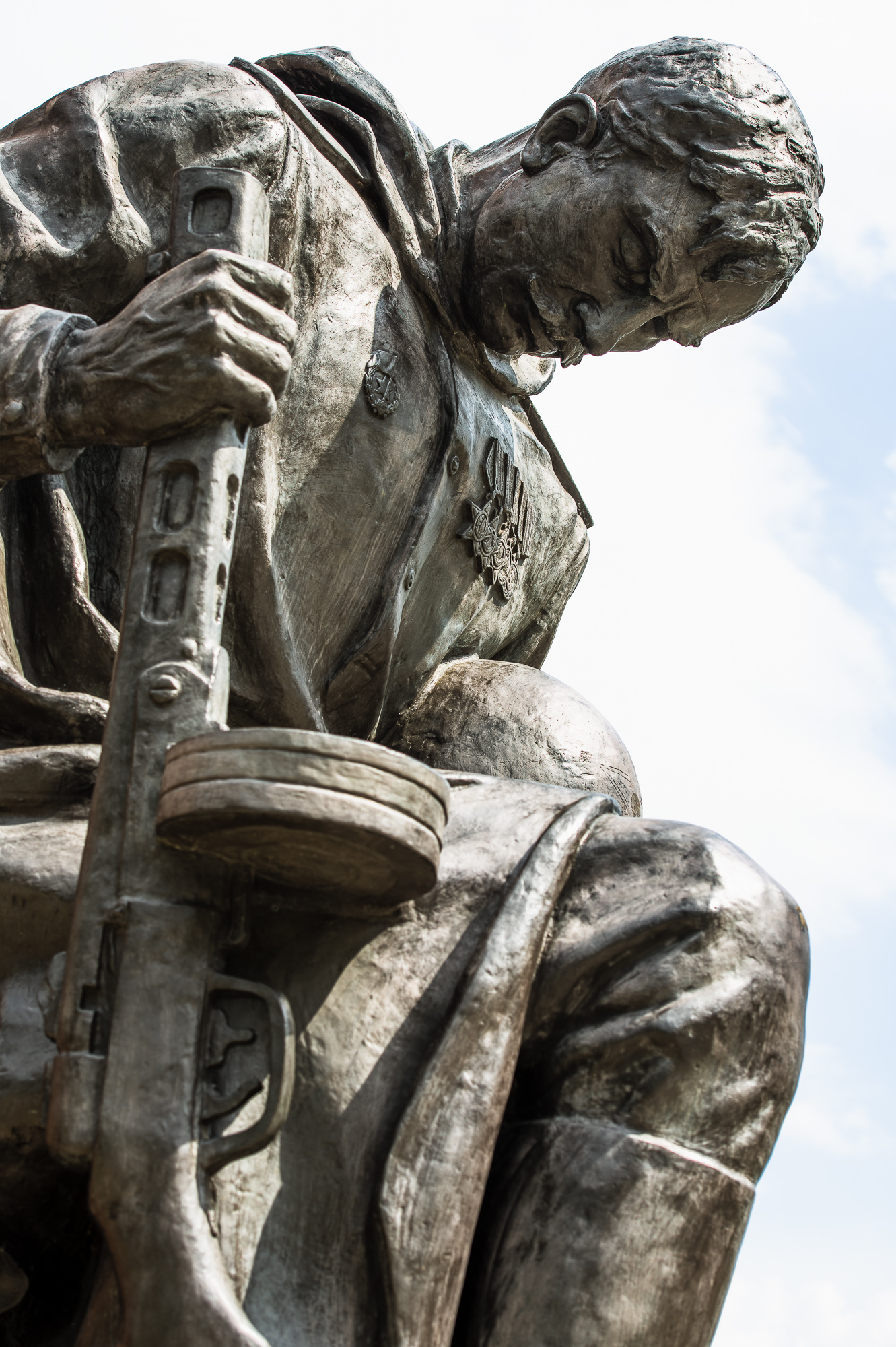
Älterer Soldat am Sowjetischen Ehrenmal
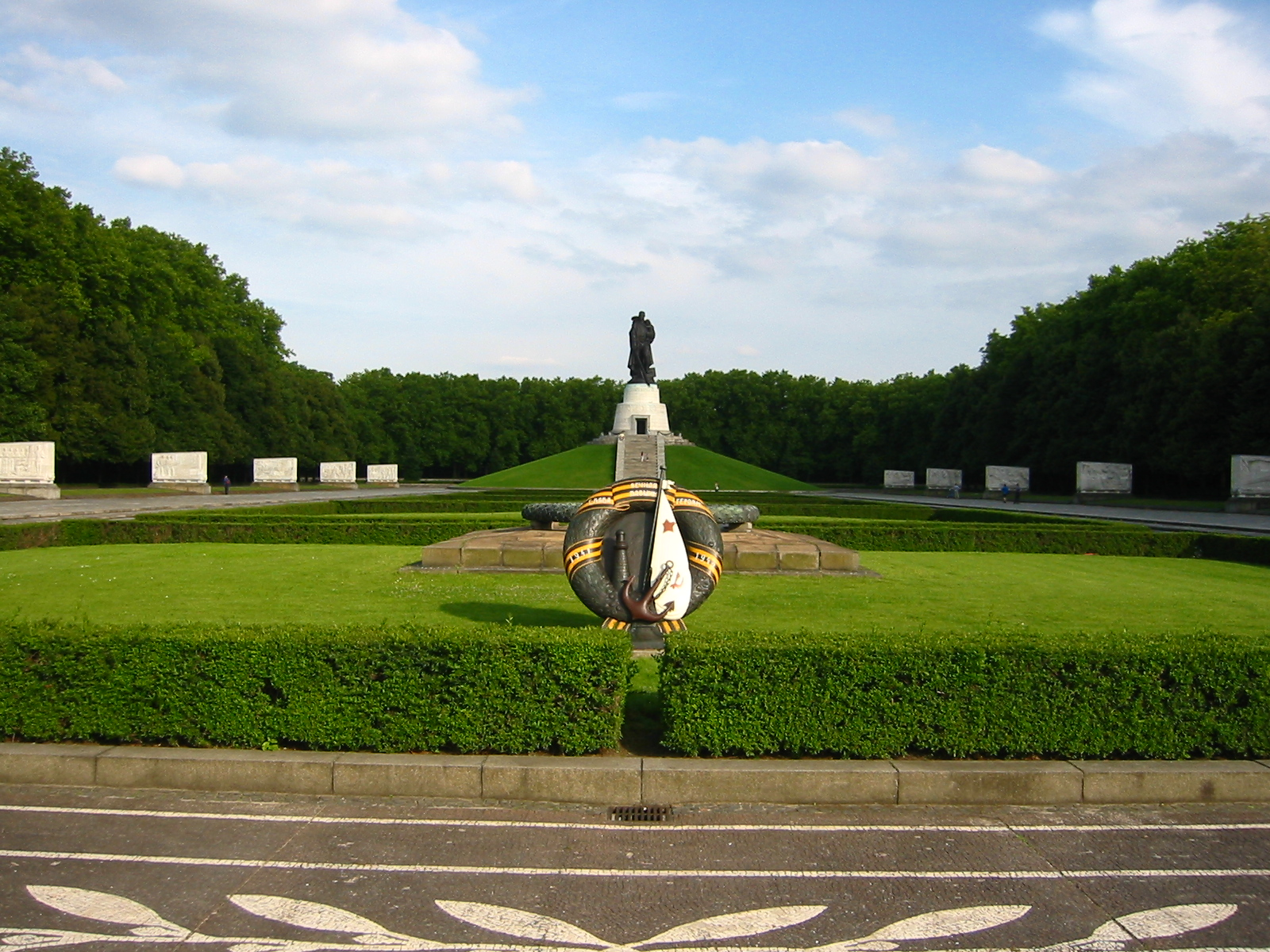
Hauptachse mit Bronzekranz
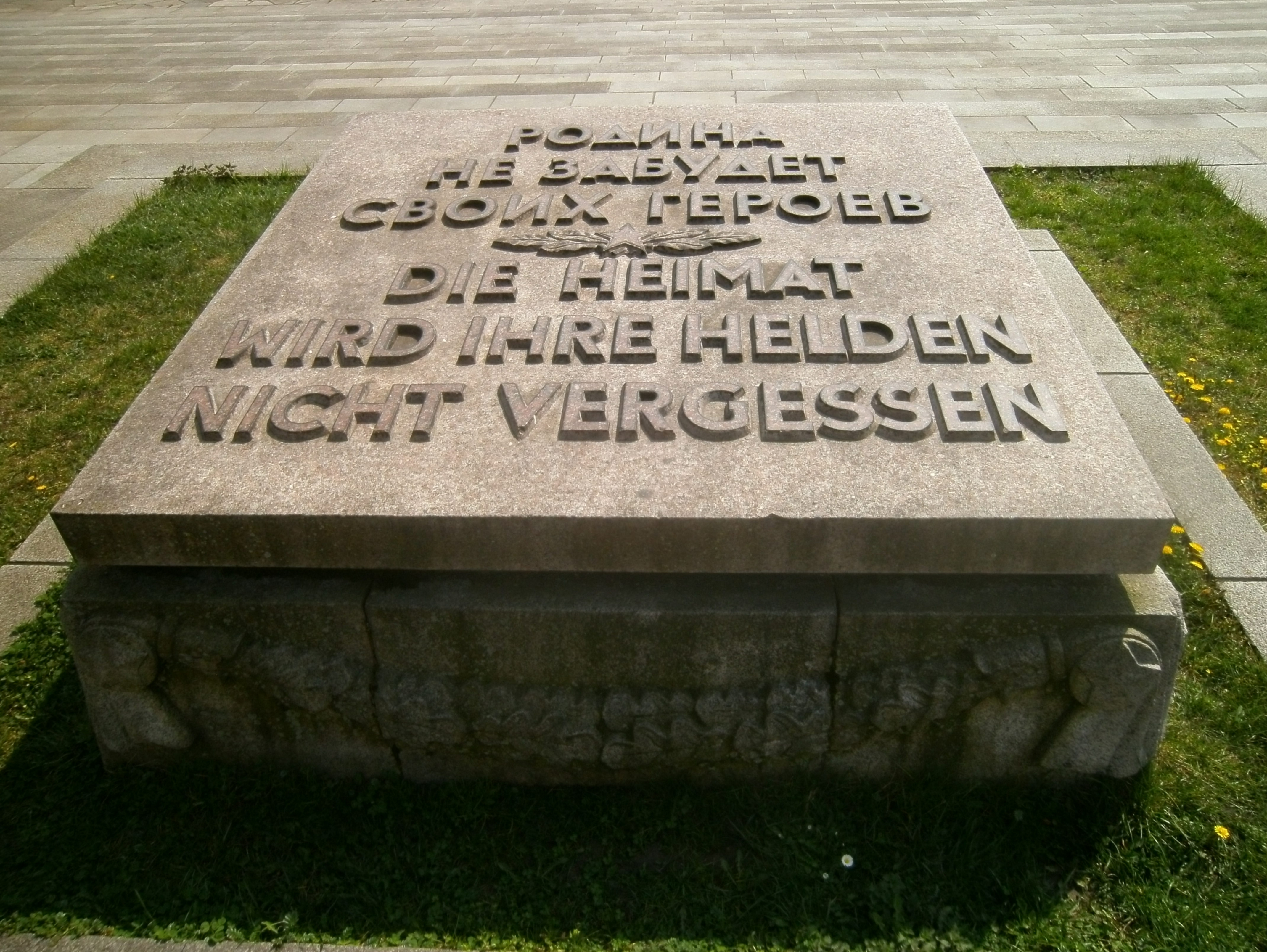
Gedenkstein im Zentrum des Ehrenmales
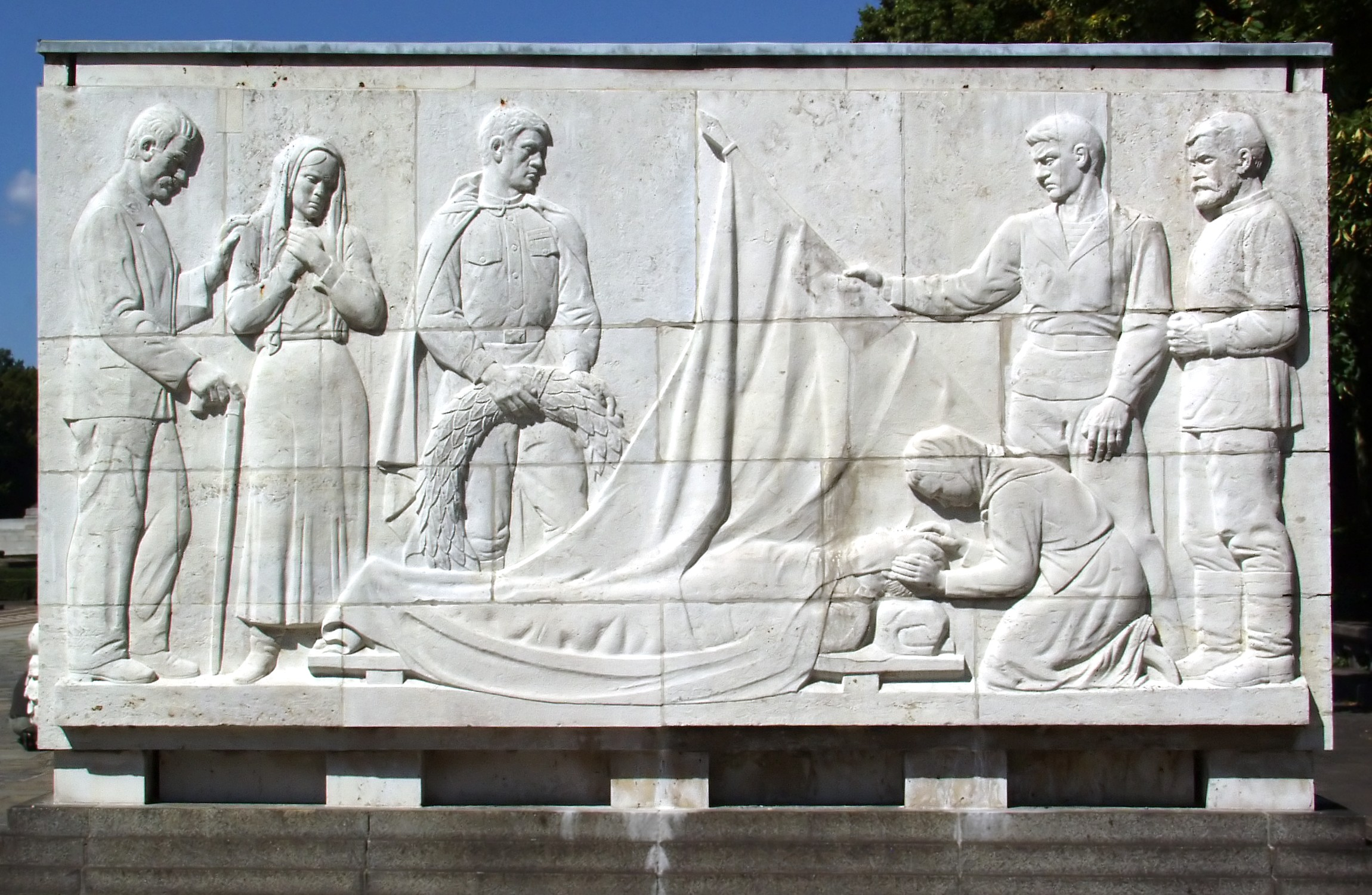
8. Sarkophag in der nördlichen Reihe. Thema: „Heldentod“
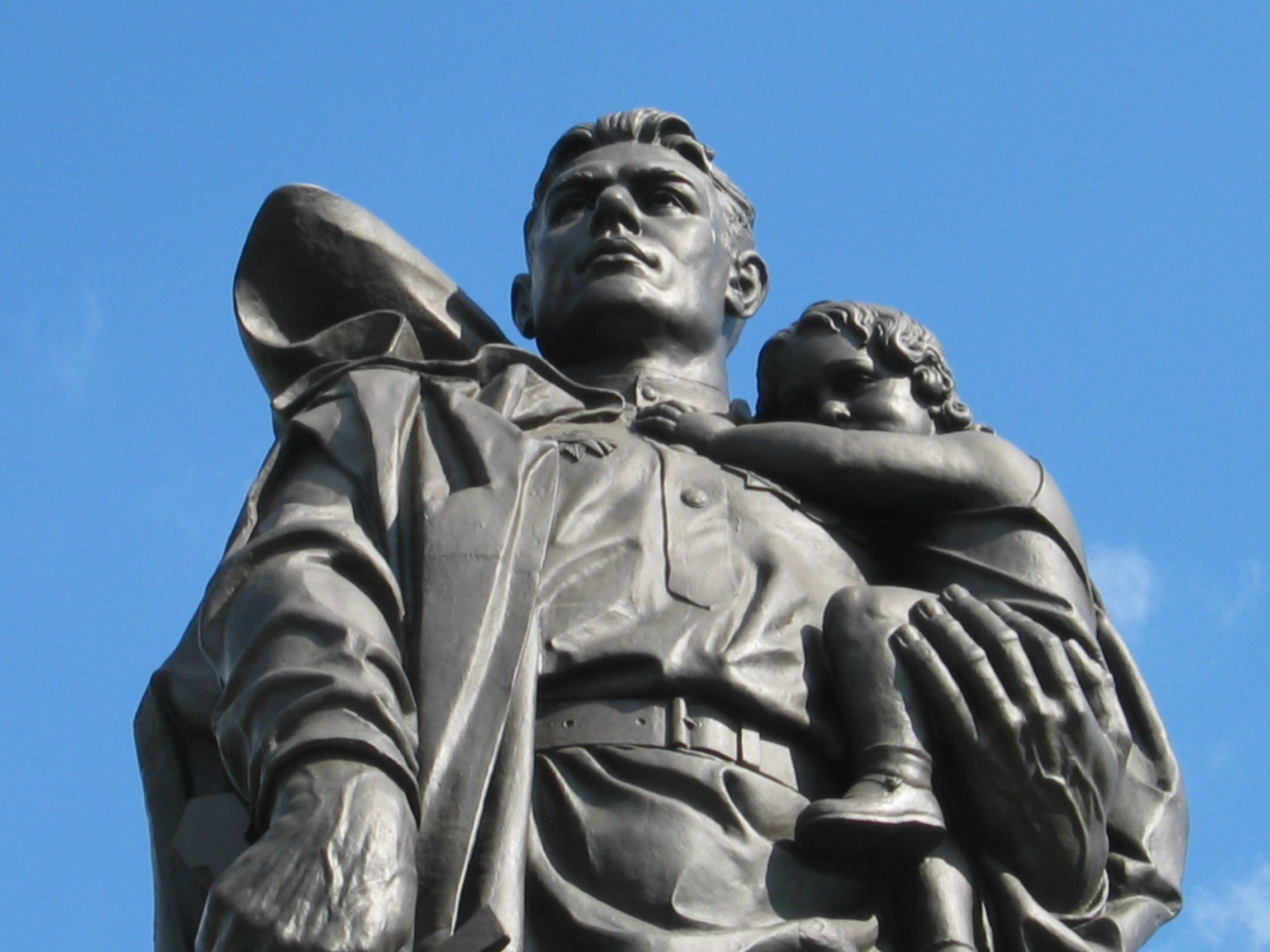
Detail: Die kleine Swetlana Kotikowa, Tochter des Stadtkommandanten Alexander Kotikow, saß Modell
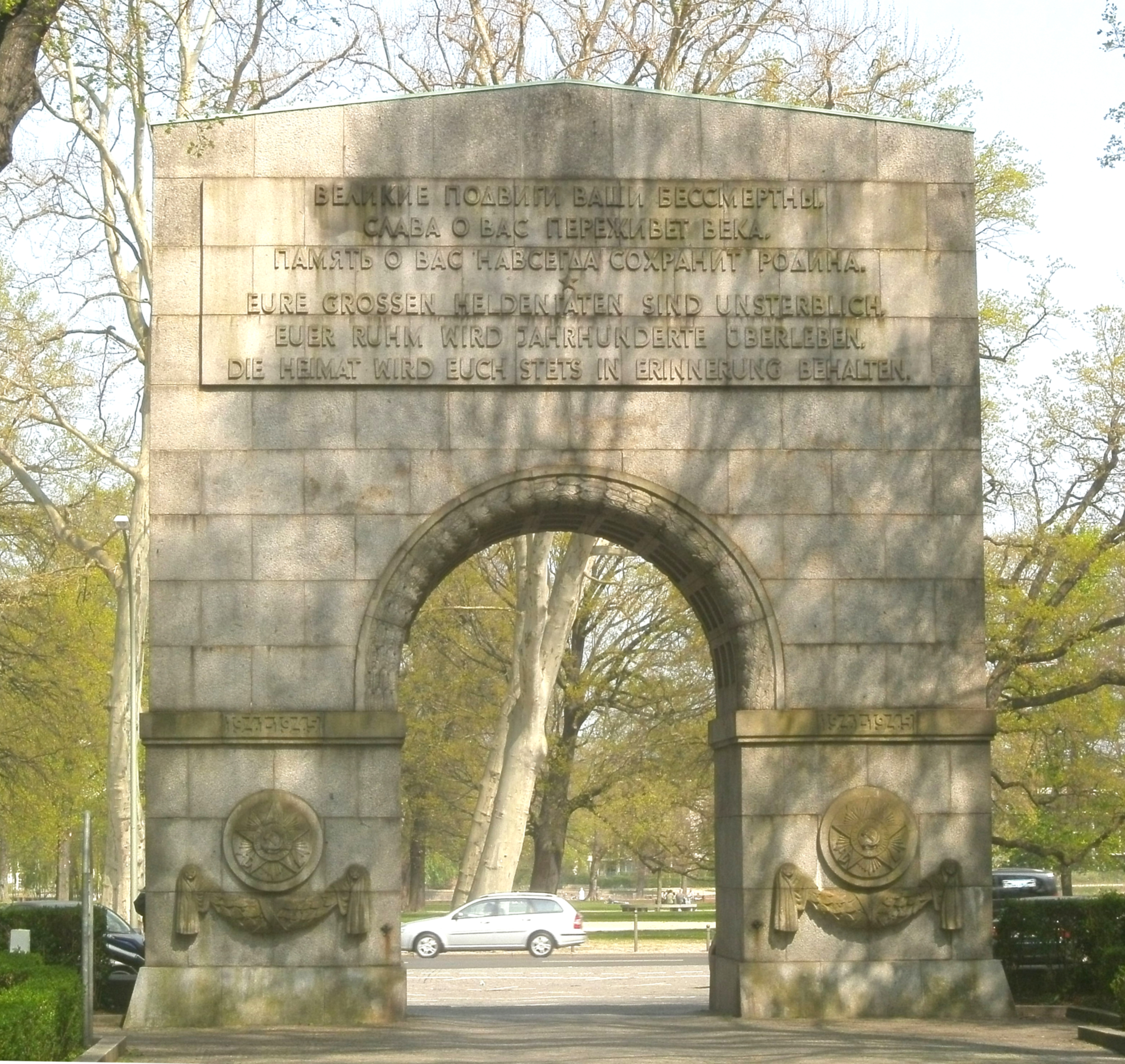
Portal am Ausgang des Ehrenmales
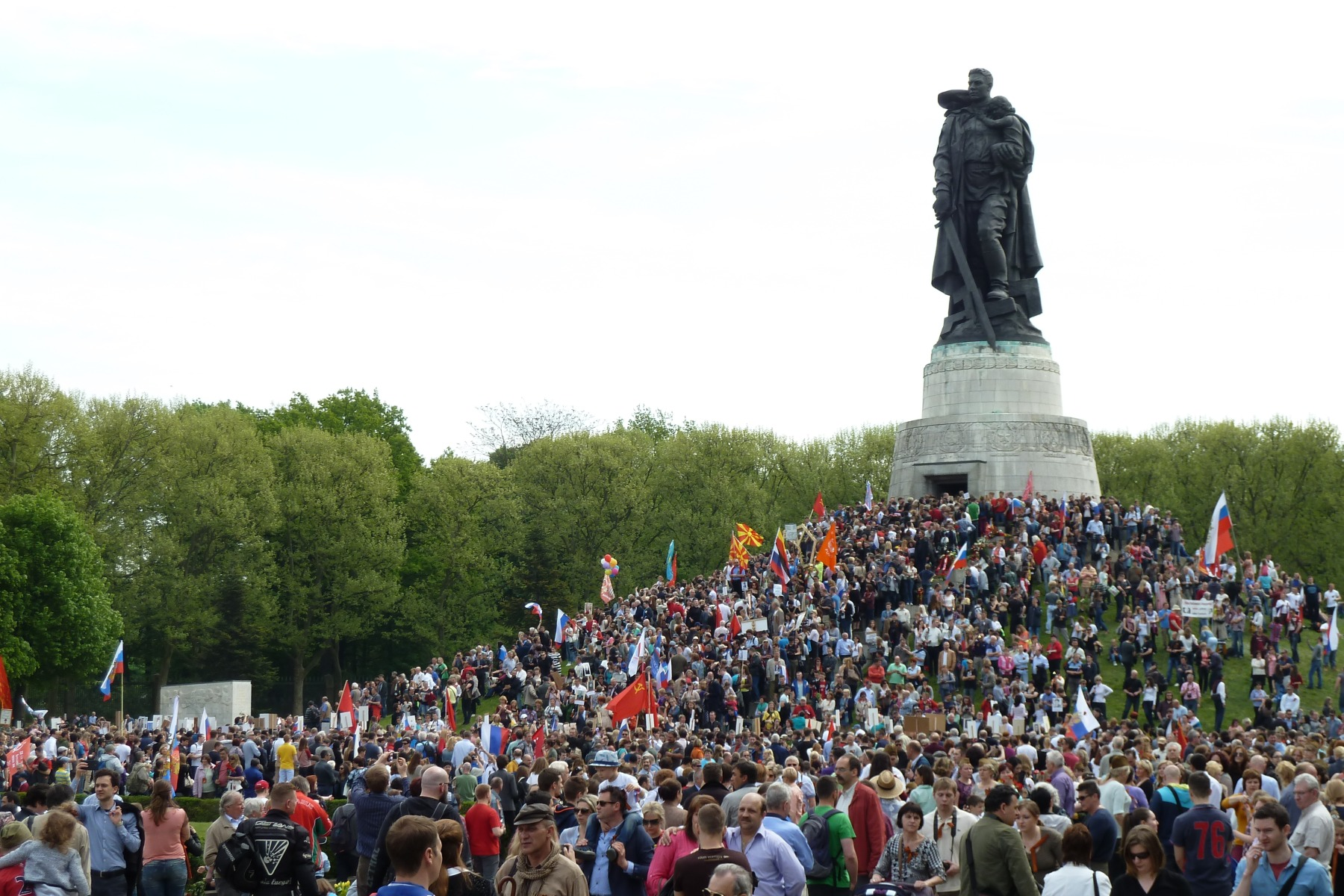
Besucher legen zum 70. Jahrestag des Tages des Sieges Blumen zum Gedenken nieder.
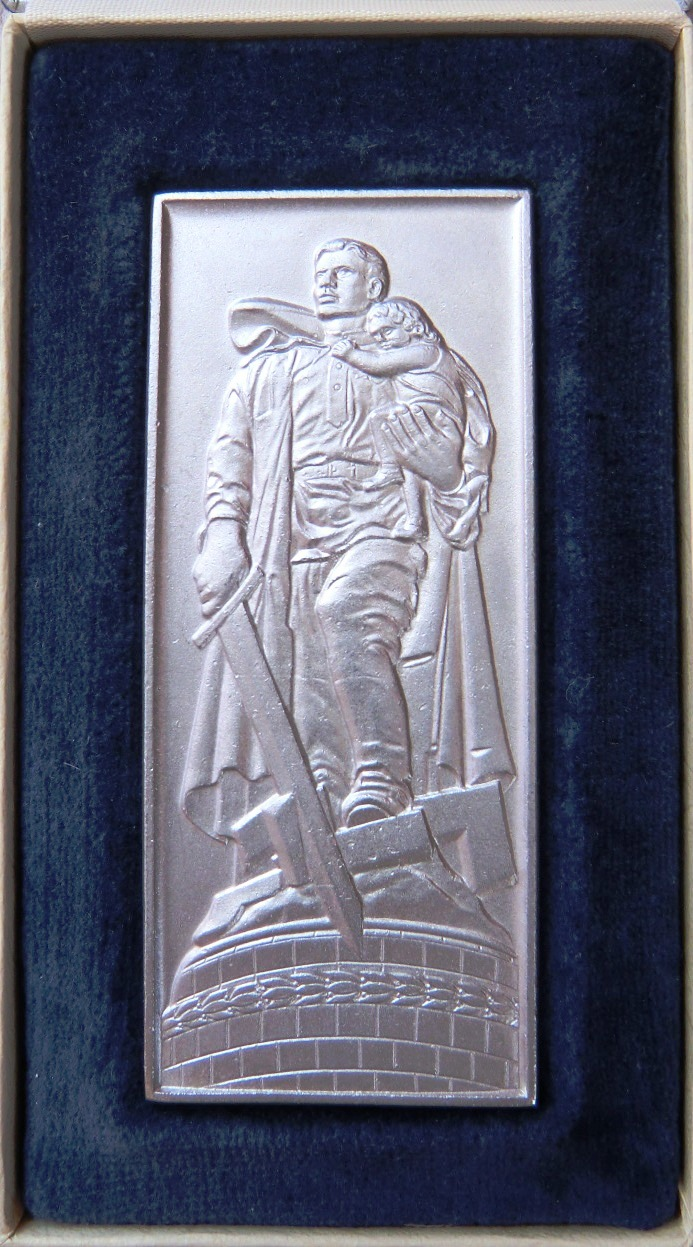
Ehrenplakette der Gesellschaft für Deutsch-Sowjetische Freundschaft mit einer Darstellung des Ehrenmals
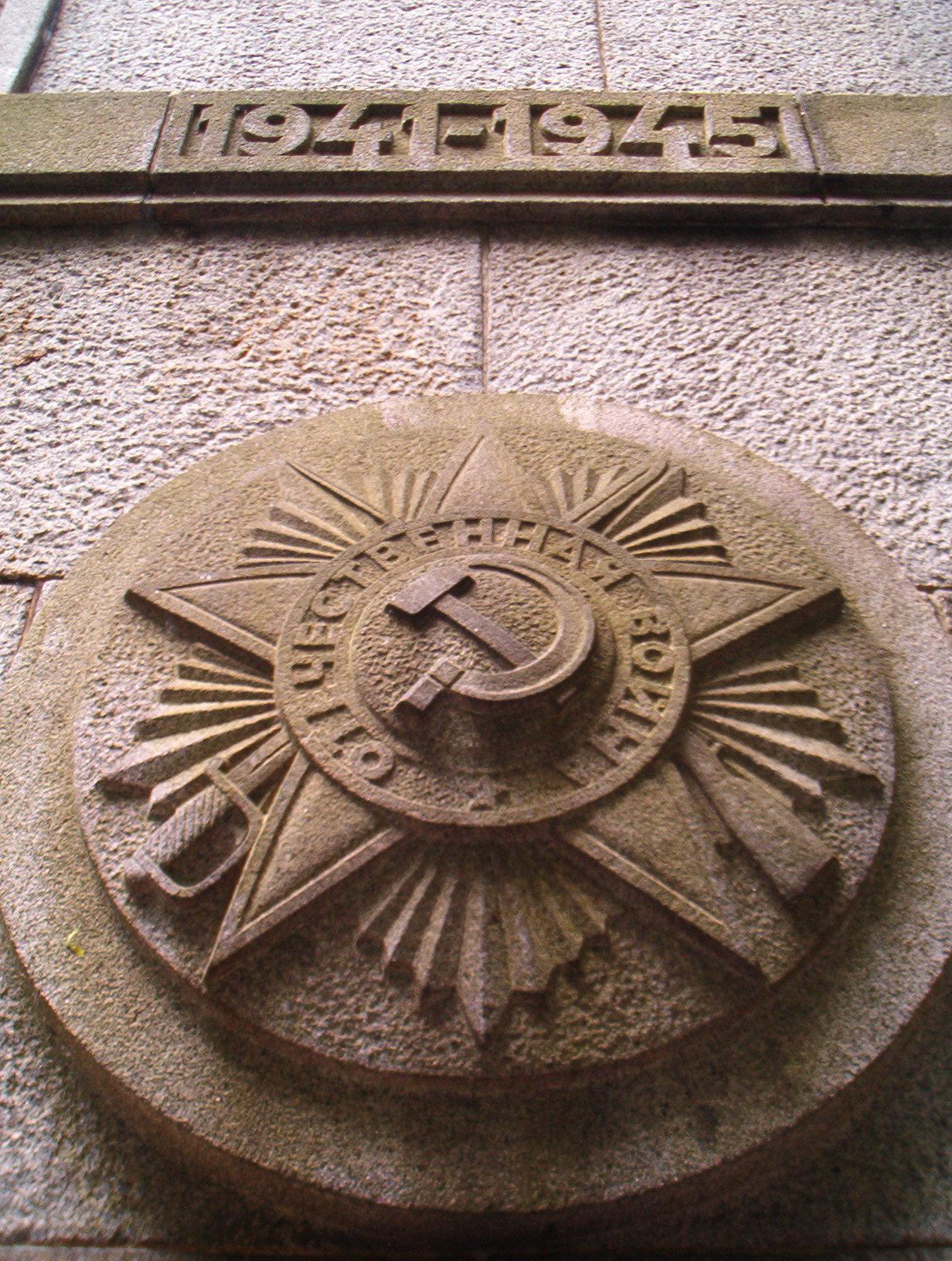
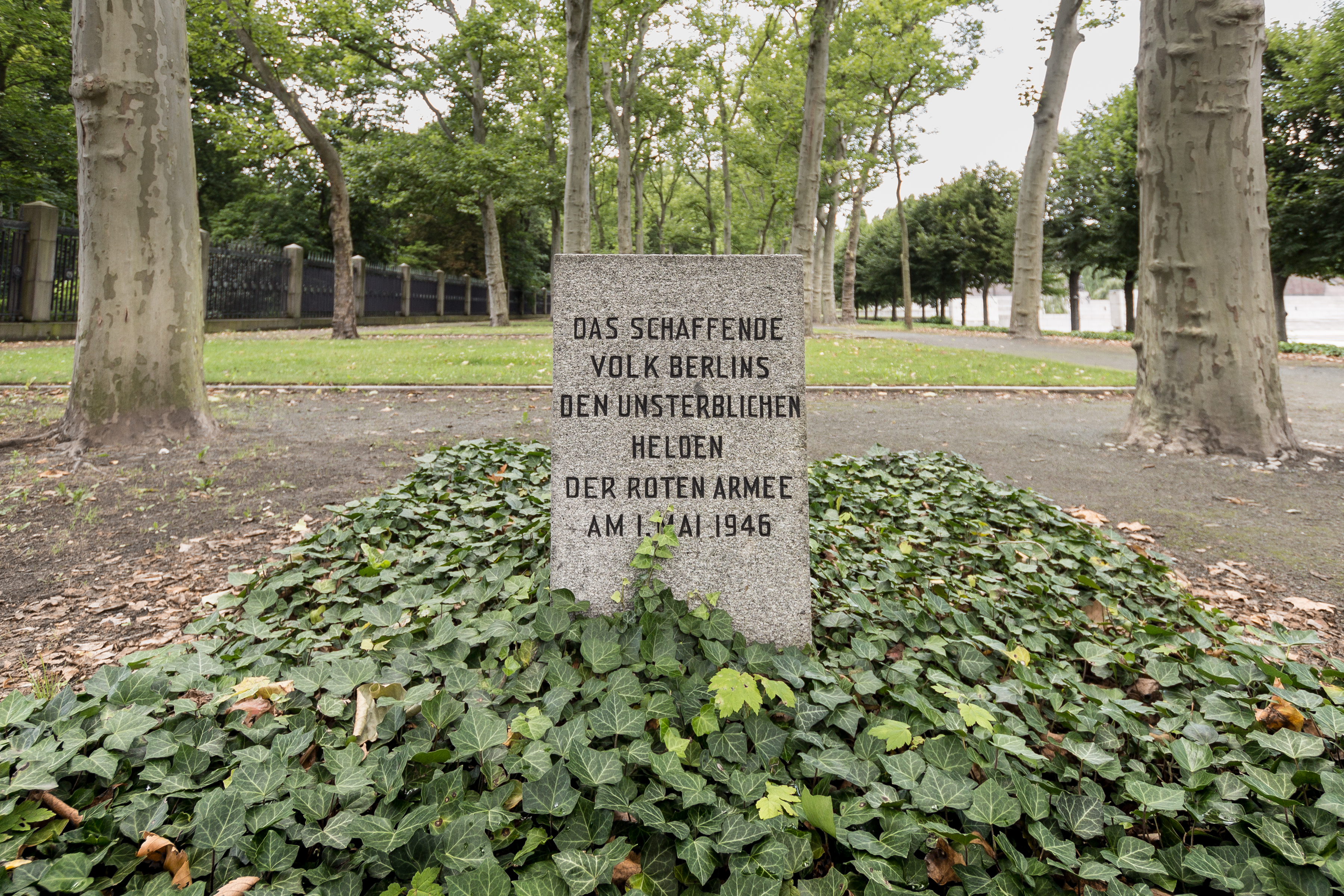
Tafel seitlich der Hauptachse des Denkmals
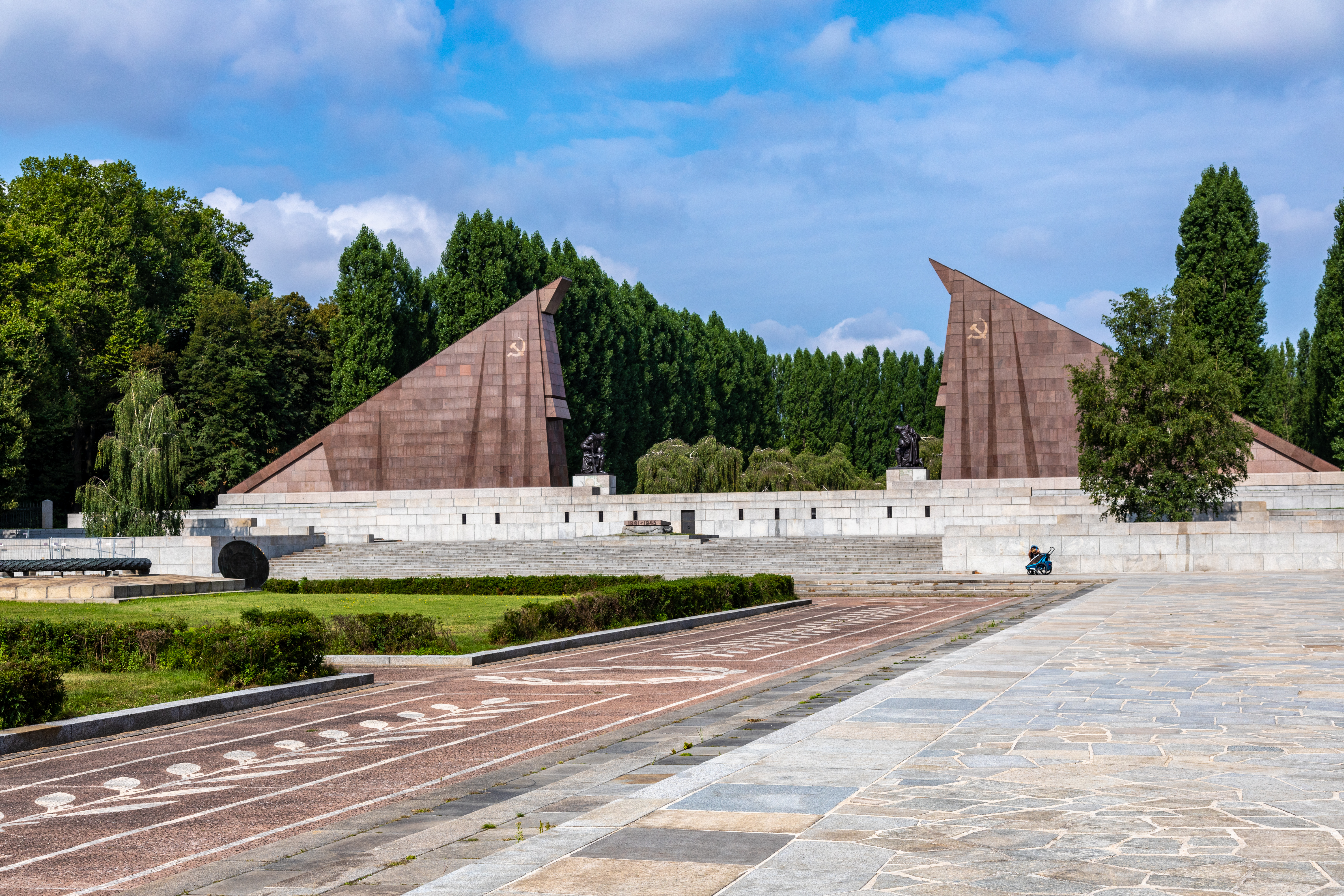
Rote Fahnen mit Hammer und Sichel
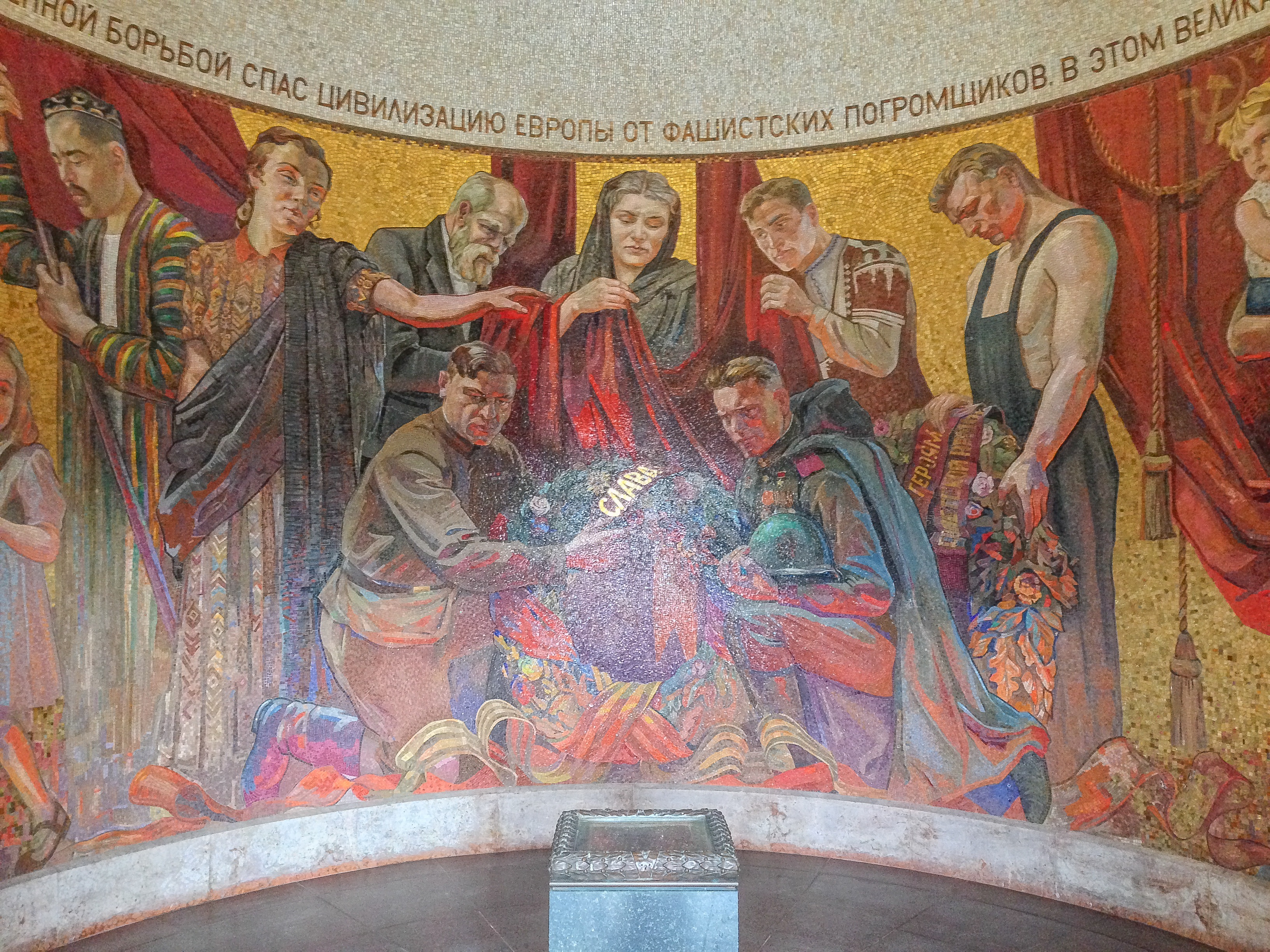
Innenansicht des Pavillons, Februar 2014
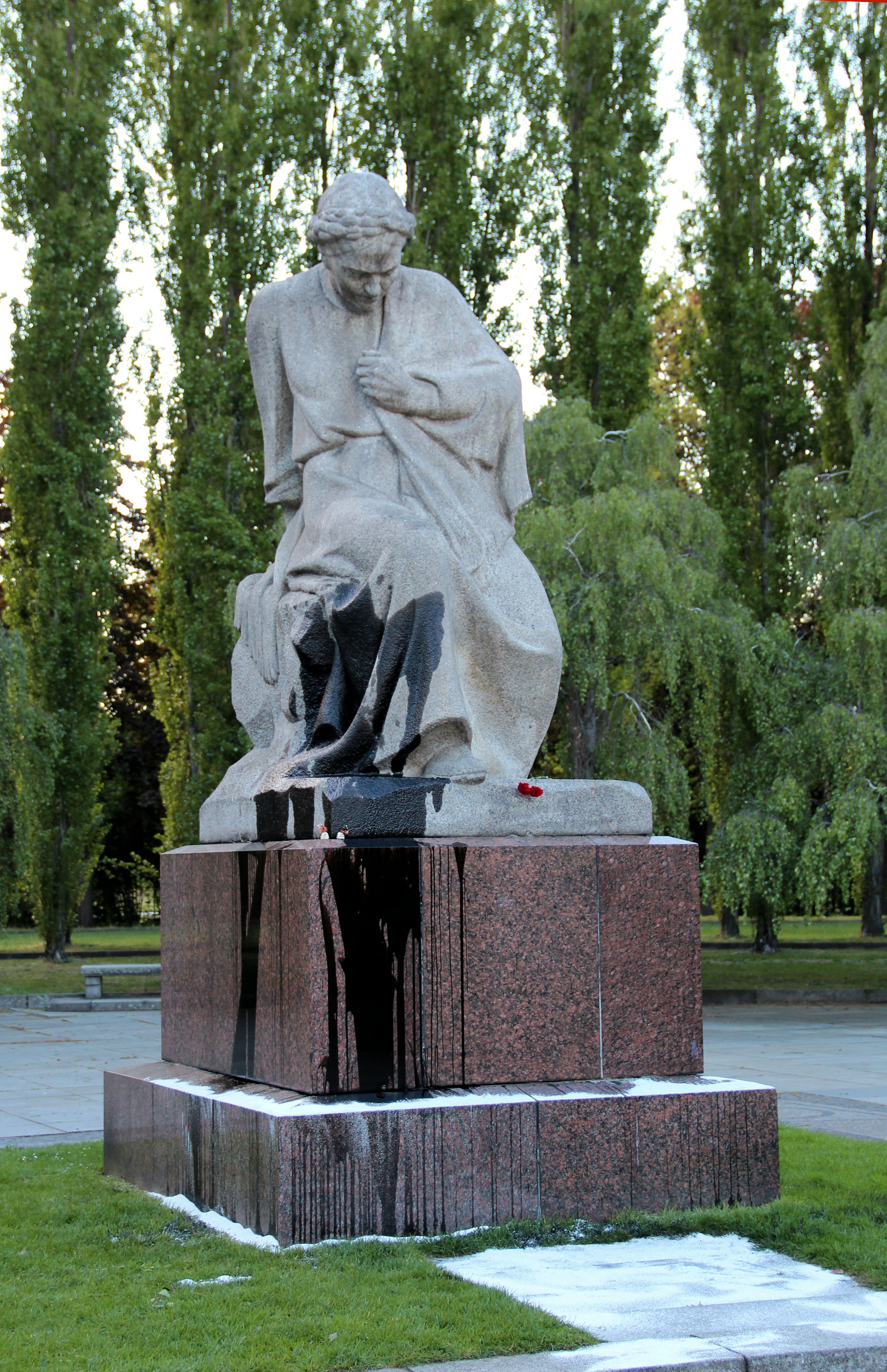
Farbanschlag auf die Statue „Mutter Heimat“ am 4. Mai 2019